# Rubi y los Casinos
Rubi y los Casinos fue un grupo de pop español que se formó en Madrid en 1980. Estaba liderado por la vocalista argentina María Teresa Campilongo, conocida como "Rubi".

## Historia
Con su exmarido, Joe Borsani, María Teresa había militado en Argentina en el grupo Los Tíos Queridos. Al llegar a Madrid formó un grupo con los que ensayaba en un local situado en la calle del Casino, en el madrileño barrio de Lavapiés. Adoptó el nombre artístico de Rubi por el color rojo de su pelo, a sugerencia de Rafael Abitbol. El grupo comenzó a promocionarse tocando en varios locales madrileños y difundiendo sus maquetas en emisoras radiofónicas. En noviembre de 1980 firmaron un contrato con Fonogram, filial de Mercury, y en abril de 1981 apareció su primer sencillo, que en la cara A llevaba el tema Yo tenía un novio (que tocaba en un conjunto beat).
El primer LP, Quiero bailar contigo, editado en 1982, fue firmado por Rubi como solista, ya que el grupo ya se había disuelto por entonces. Contó con colaboraciones de grandes figuras del pop español de la época. Uno de los cortes más exitosos fue Me he enamorado de un fan, tema compuesto por Nacho Cano. El disco no tuvo el éxito esperado. En el siguiente, Todas fueron buenas chicas (1983), se intentó explotar el atractivo de la cantante con temas como Mi corazón pertenece a papi, versión de la conocida canción interpretada por Marilyn Monroe My Heart Belongs to Daddy. Tras este disco concluyó el contrato de Rubi con Mercury y la cantante prefirió formar un nuevo grupo, Tráfico de rubíes.
Más adelante Rubi grabó un tercer LP con la formación inicial de Los Casinos, Hay amores que matan (1988), para la compañía independiente Lollipop.
Veinte años después, en 2008, la cantante publicó en solitario un disco de versiones de temas de la francesa Françoise Hardy, titulado De la mano de Françoise Hardy (Factoría Autor).

## Discografía
- 1982: "Quiero bailar contigo" - MERCURY
- 1983: "Todas fueron buenas chicas" - MERCURY
- 1988: "Hay amores que matan" - LOLLIPOP
- 1998: "Todas sus grabaciones en Mercury (1980-1983) - MSGNA MUSIC S.A.
- 2001: "Singles collection" - DIVUCSA MUSIC S.A.

## Sencillos
- 1981: "Yo tenía un novio" (Single) - MERCURY
- 1982: "Dime dónde" (Single) - MERCURY
- 1983: "Mi corazón pertenece a papi" (Single) - MERCURI
- 1988: "Hay amores que matan" (Single) - LOLLIPOP
- 1988: "Te podría besar (pero no debo) - (Single) - LOLLIPOP